# 오리올로로마노
오리올로로마노(이탈리아어: Oriolo Romano)는 이탈리아 라치오주 비테르보도에 위치한 코무네다. 로마로부터 북서쪽 40km, 비테르보로부터 남쪽 30km 거리에 있다.